# Heißwecke

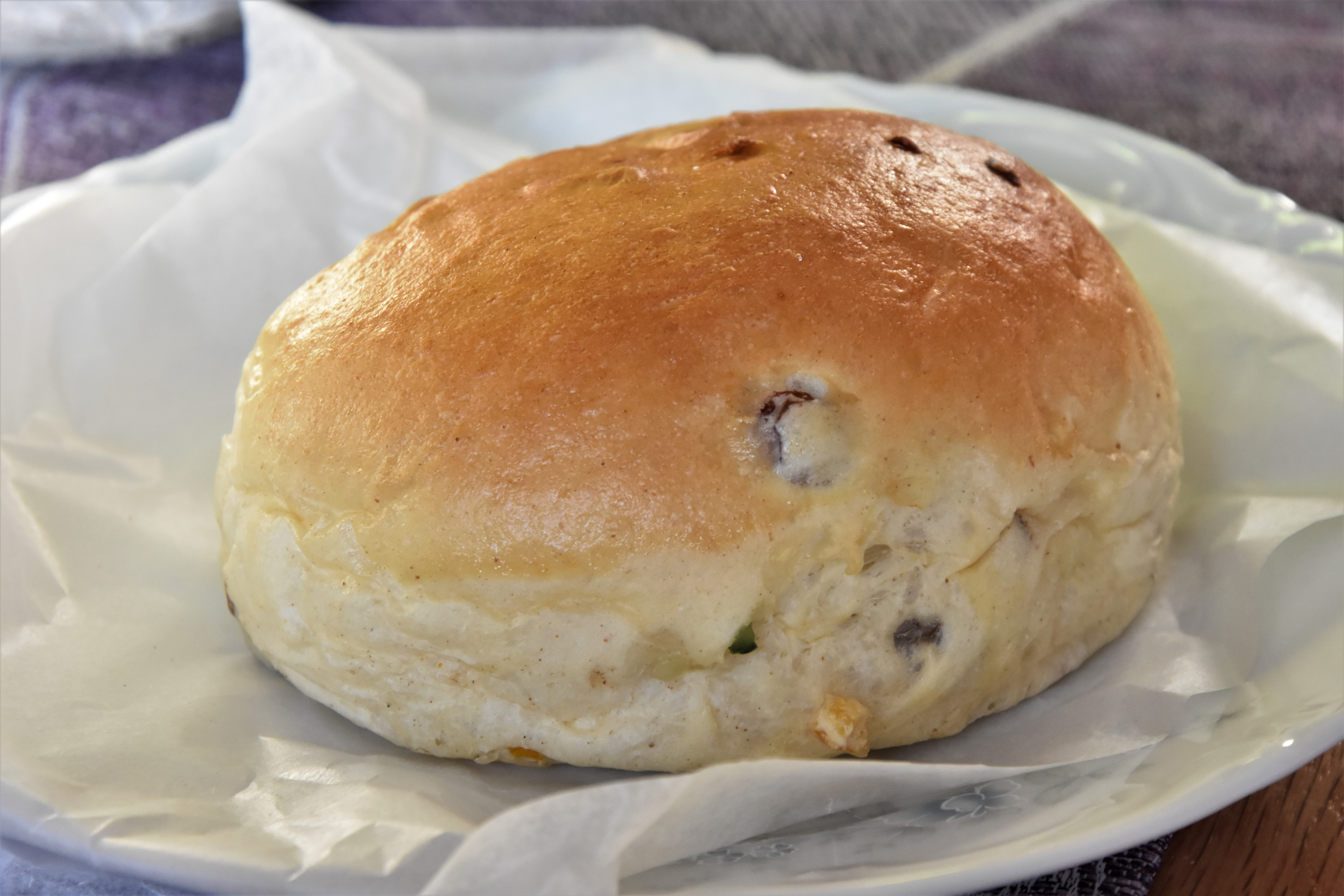
Osnabrücker Hedeweggen

Heißwecken, auch Heißewecken oder Hedewigs, sind ein traditionelles Gebäck, das im deutschen Sprachraum seit dem Spätmittelalter nachgewiesen ist und in Nord- und Nordwestdeutschland vor dem Beginn der vorösterlichen Fastenzeit gegessen wurde, speziell von Rosenmontag bis Aschermittwoch. Es handelte sich dabei in der Grundform um süße Milchbrötchen aus Weizenmehl, die warm gegessen wurden. Das Verbreitungsgebiet der Heißwecken umfasste im Wesentlichen den Einflussbereich der Hanse. Es gibt zahlreiche Dialektbezeichnungen, die fast alle auf den Begriff Heißwecken zurückzuführen sind, am häufigsten Hedewäggen, Hetwegge, Heteweggen, Heiteweggen und Heetwich.

## Geschichte
Es existieren mehrere historische Beschreibungen der Heißwecken, wobei es in den verschiedenen Regionen gewisse Unterschiede gab. In der Regel waren sie rund, es gab jedoch auch andere Formen. Am häufigsten wird in den Quellen angegeben, dass die Brötchen mit warmer Milch und mit geschmolzener Butter übergossen und verzehrt wurden. Sie wurden seit jeher von den Bäckereien hergestellt, also nicht selbst gebacken. In einem Wörterbuch für Schleswig-Holstein steht 1928 folgende Beschreibung: „Die Heißwecken werden nach einem von den Bäckern meist geheim gehaltenen Rezept als runde Kuchen von etwa 10–15 cm Durchmesser hergestellt. Die Hauptbestandteile sind Weizenmehl, Butter und Zucker; diesem Gemenge werden dann verschiedene Gewürze (Kaneel, Kardamom, Korinthen) zugesetzt (…) Mit Butter bestrichen oder mit Zucker, Kaneel und Butter gefüllt und in Milch oder Eiermilch aufgeweicht, wurden sie oft zu jeder Tagesmahlzeit in der ersten Hälfte der ‚Fastenwoche‘ gegessen.“
Eine sehr ähnliche Definition gibt es 1781 in einem Plattdeutschen Wörterbuch aus Vorpommern, in dem es zu Heetweggen heißt, es handele sich um „ein Fastnachts-Brod, welches mit Gewürz, Butter und Eyer in heisser Milch zur Löffel-Speise zubereitet wird“. Das Holsteinische Idiotikon von 1800 berichtet ergänzend, dass die Dienstboten in den Städten wie Hamburg in diesen Tagen morgens mit einem Korb und Kissen zum Warmhalten des frischen Gebäcks zum Bäcker geschickt werden. Hier unterschied man drei verschiedene Arten von Heetwegen: solche aus einfachem süßem Teig mit Gewürzen, feinere Milchbrötchen mit zusätzlich Rosinen und drittens als einfachste Variante ungesüßte Brötchen (Rundstücke). In Hamburg und Altona wurden „ganze Zirkel von Verwandten und Bekannten zu diesem heißen Frühstück geladen, auf die man als Krone die feinen Weine, Liköre, heißen Weine oder den Thee zu setzen pflegt.“
In einem schwedischen Kochbuch aus dem Jahr 1737 gibt es eine Anleitung für hedvägg in der gehobenen Küche. Danach wurde ein Loch in das weiche Milchbrötchen gebohrt, das Innere mit einem Löffel herausgeholt, in Sahne und Butter gekocht und anschließend wieder in das Brötchen gefüllt, das dann mit Zimt und Zucker bestreut gegessen wurde.

## Verbreitung

### Deutschland
In Westfalen und in Norddeutschland waren Heißwecken regional schon im Spätmittelalter bekannt. Belege für das 16. und 17. Jahrhundert gibt es u. a. für Soest, Geseke, Lübbecke und Münster. Für Hamburg existieren Belege seit dem 15. Jahrhundert; sie werden 1447 und 1457 in Küchenbüchern des St. Georgs-Hospitals erwähnt. Im Idioticon Hamburgense werden Heetwegge 1755 beschrieben: „heisse Wecken: warm weiß Brodt, welches mit geschmolzener Butter oder aufgekochter Milch, durchgeknetet, und damit, nach alter unartiger Gewohnheit, in der ersten Fasten-Woche der Magen angefüllet wird. Womit nehmlich der alte Aberglaube die Enthaltung vom Fleisch-essen desto heiliger zu ersetzen gewusst.“
Der Atlas der deutschen Volkskunde gibt einen Überblick über die Verbreitung dieses Gebäcks im Jahr 1930. „Die südlichste Gruppe der Belege in Nordwestdeutschland erstreckt sich vom Norden des Bergischen Landes und der Grafschaft Mark bis nach Ostwestfalen und erreicht am Nordrand des lippischen Landesteiles die Weser. Diese von Südwest nach Nordost gelagerte Diagonale streift Dortmund (südlich) und umfasst Soest, Lippstadt und Paderborn. Weiter nördlich schließt sich eine Häufung von Belegen im Gebiet des ehemaligen Hochstifts Osnabrück an.“ Bekannt waren Heißwecken damals in ganz Schleswig-Holstein und in Hamburg, in Mecklenburg-Vorpommern bis zur Zarow, die als geografische Kulturgrenze fungiert. Jenseits dieses Flusses wurden traditionell statt der Wecken Brezeln gegessen; in Hinterpommern, in Posen-Westpreußen, in Brandenburg und im Norden Sachsen-Anhalts war das übliche Fastnachtsgebäck damals der Berliner Pfannkuchen. In Ostpreußen gab es jedoch wieder Heißwecken, rund 320 Kilometer vom übrigen Verbreitungsgebiet entfernt.
In Mecklenburg wurden Heißwecken spätestens seit dem 16. Jahrhundert zur Fastnacht gegessen. In der Region Greifswald/Wolgast und im Kreis Demmin war um 1930 ein Fastnachtsgebäck mit dem Namen „Böller“ bekannt, bei dem es sich um dasselbe Gebäck handelt. Dieses Gebiet stand nach dem Dreißigjährigen Krieg unter schwedischem Einfluss, der Kreis Demmin bis 1720, Greifswald-Wolgast bis 1815; das Wort „Böller“ ist eine Eindeutschung des schwedischen bullar für Milchbrötchen.
Das Verbreitungsmuster, das sich auf niederdeutsche Sprachregionen beschränkt, deuten Historiker so, dass die Heißwecken ursprünglich aus dem Raum Westfalen/nördliches Niedersachsen stammen und dann bereits im Laufe des Mittelalters im Zuge der Siedlungsbewegungen in Richtung Osten weiter verbreitet wurden.

### Skandinavien

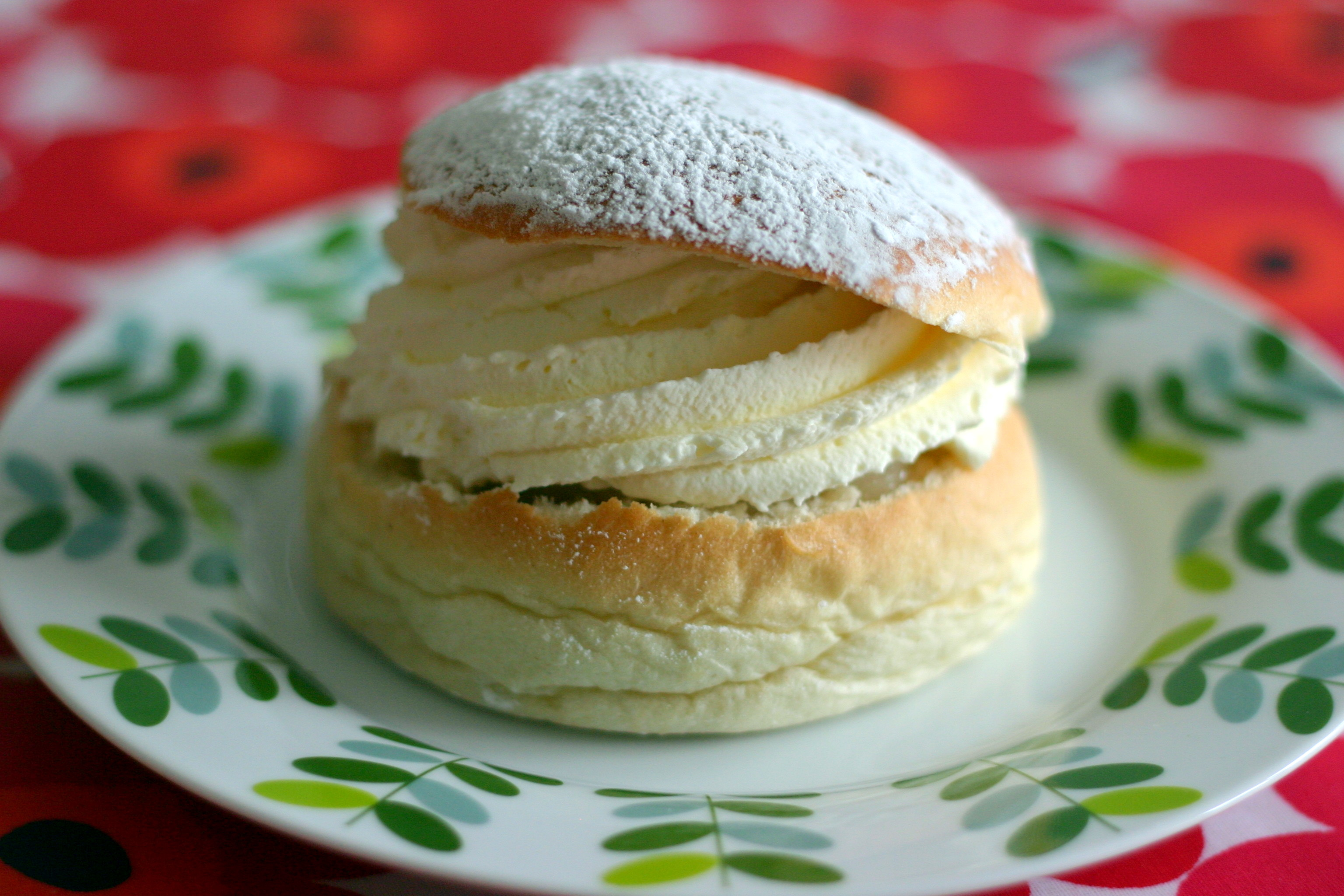
Modernes schwedisches Fastnachtsgebäck

Heute gibt es in Schweden fastlagsbulle oder fettisdagsbulle, was übersetzt so viel wie Fastnachtswecken heißt, bei denen es sich um süße Milchbrötchen mit einer Füllung aus Marzipan und Schlagsahne handelt. Dieses Gebäck wurde gegen Ende des 19. Jahrhunderts von den Konditoreien eingeführt. Es gab jedoch auch vorher schon Fastnachtswecken in wesentlich einfacherer Form, die im Grunde den niederdeutschen Heißwecken entsprachen. In Südschweden wird der Rosenmontag traditionell als bullamåndag (Weckenmontag) bezeichnet. Im 18. Jahrhundert sprach man in Schweden noch von hetvägg. Ein historischer Beleg ist die Nachricht vom Tod des schwedischen Königs Adolf Friedrich im Jahr 1771 nach einer Mahlzeit, die aus Heißwecken, Sauerkraut, Fleisch, Hummer, Kaviar und Bückling bestanden hatte. Die älteste bekannte Erwähnung dieser Wecken in Schweden stammt von 1698.
Segschneider geht davon aus, dass die Kaufleute der Hanse und deutsche Siedler die Heißwecken nach Schweden und ins Baltikum gebracht haben, vermutlich schon im Mittelalter. Aus Riga gibt es eine Quelle aus dem 15. Jahrhundert.

### Vereinigtes Königreich

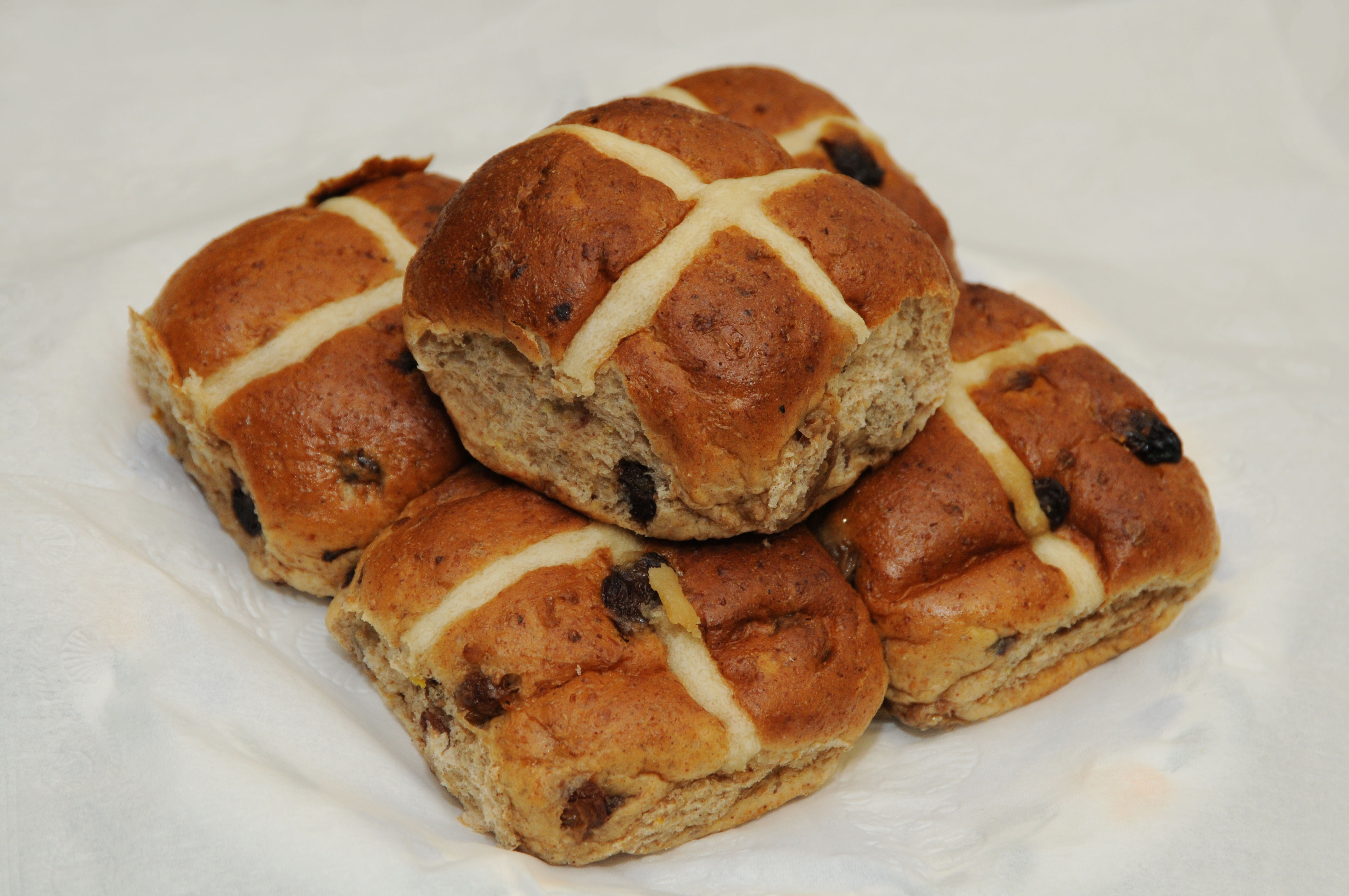
Britische hot cross buns

Im Vereinigten Königreich werden helle süße Milchbrötchen als Bun bezeichnet, wobei es zahlreiche Sorten gibt. hot cross buns sind runde Hefebrötchen, die Zucker, Butter, Ei, Rosinen und verschiedene Gewürze enthalten, zum Beispiel Zimt oder Muskat. Sie werden traditionell an Karfreitag gegessen und grundsätzlich noch warm verkauft, meistens auch warm gegessen. Das aus hellem Teig aufgelegte Kreuz wird religiös gedeutet. Das Wort bun gibt es im Englischen seit dem 15. Jahrhundert. Die gewürzten spice buns kamen in der Zeit der Tudor-Herrschaft im 15. Jahrhundert auf. 1592 wurde ein Edikt erlassen, das den Verkauf dieses Gebäcks nur zu besonderen Gelegenheiten erlaubte, nämlich an Karfreitag, zu Weihnachten und bei Beerdigungen. Heute wird es in der Woche vor Ostern gegessen.

### Tschechien

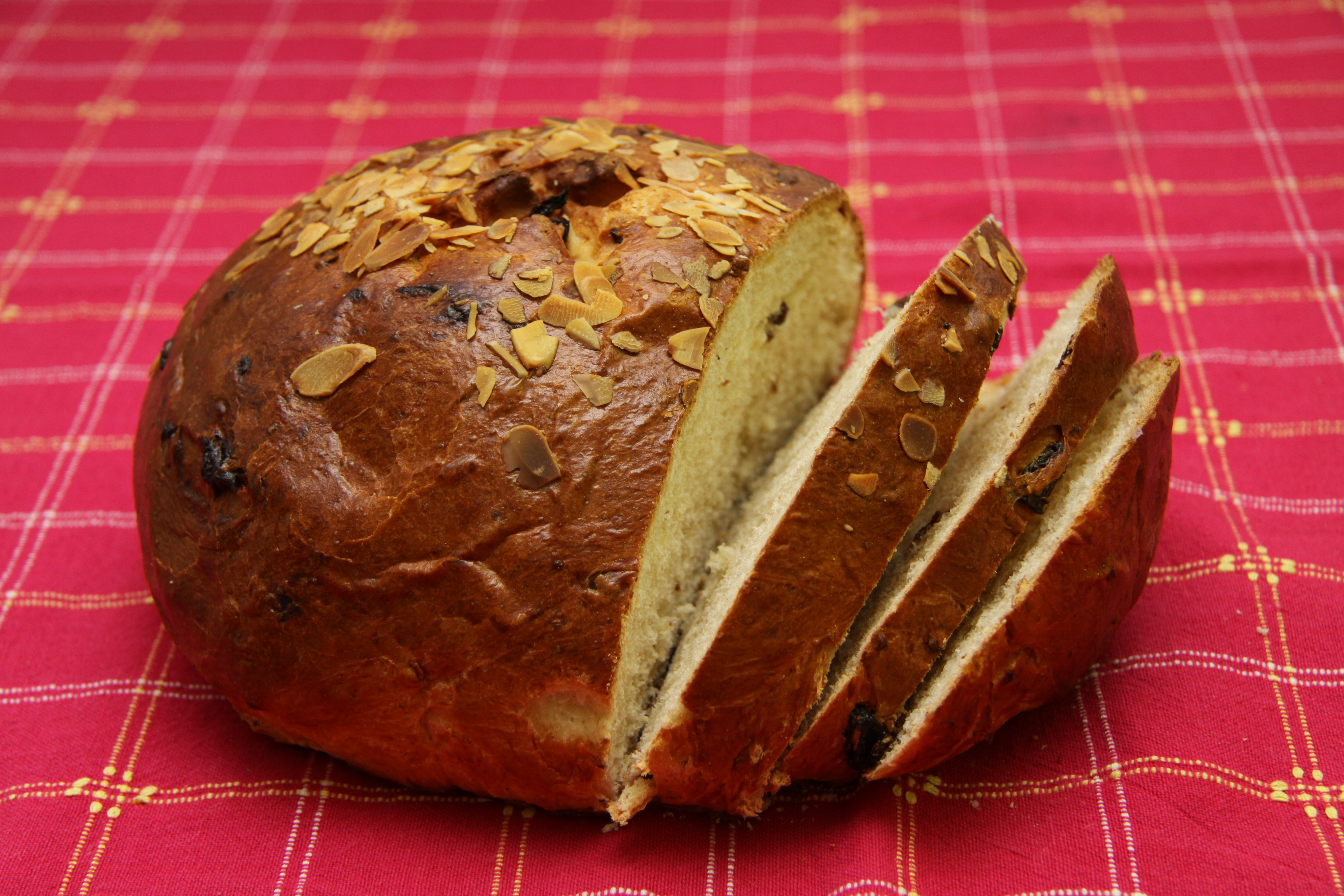
Heißwecke aus Tschechien („Mazanec“)

Im Tschechien gibt es die ähnlichen "Mazanec" Brötchen (siehe Bild).